# Трейстень
Трейстень, Трейстені (рум. Trăisteni) — село у повіті Прахова в Румунії. Входить до складу комуни Валя-Дофтаней.
Село розташоване на відстані 104 км на північ від Бухареста, 50 км на північний захід від Плоєшті, 36 км на південь від Брашова.

## Населення
За даними перепису населення 2002 року у селі проживали 2588 осіб, з них 2585 осіб (99,9%) румунів. Рідною мовою 2587 осіб (> 99,9%) назвали румунську.